# هنینگسواگ
هنینگسواگ (به لاتین: Honningsvåg) یک شهر در نروژ است که در نردکپ واقع شده‌است.

## خصوصیات
هنینگسواگ ۱٫۰۷ کیلومترمربع مساحت و ۲٬۴۱۵ نفر جمعیت دارد و ۱۲ متر بالاتر از سطح دریا واقع شده‌است.